# McKesson Plaza
McKesson Plaza es un rascacielos de oficinas de 38 pisos y 161 m ubicado en 1 Post Street y Market Street en el Distrito Financiero de la ciudad de San Francisco, en el estado de California (Estados Unidos). El edificio sirve como sede de la farmacéutica McKesson Corporation.
Fue diseñado por el arquitecto Welton Becket yejemplifica su inclinación por los patrones geométricos repetitivos y las paredes revestidas de piedra natural. El diseño del arquitecto paisajista SWA Group para el concurrido sitio triangular / flatiron creó una abertura octagonal de dos niveles que conduce a una estación del sistema de transporte metropolitano BART, flanqueada por árboles, tiendas y una serie de escalones de granito utilizados para sentarse. Se encuentra en el sitio donde antiguamente se hallaba el Crocker Building.
En la telenovela The Young and the Restless, el edificio aparece como "Lakeview Towers", donde numerosos personajes, comenzando en 2012 con Victor Newman, han vivido en cualquiera de los dos penthouse contiguos. Su exterior se puede ver (con la señalización de identificación borrosa) al establecer tomas para escenas ambientadas allí, con One Montgomery Tower visible en el fondo. Desde 2016, Devon Hamilton ha vivido en Penthouse 2.